# 坎德杜 (维尼艾什)
坎德杜是葡萄牙布拉干萨区的一个堂区。总面积22.23平方公里，总人口401人，人口密度18人/平方公里。